# Diana Hamilton
Diana Hamilton (f. 3 de mayo de 2009 en Shropshire, Inglaterra) fue una popular escritora británica autora de más de 50 novelas románticas. Publica sus novelas en Mills & Boon desde 1986 hasta 2009.

## Biografía
Diana Hamilton nació en una ciudad inglesa. 
A los 18 años estudió arte en la universidad, donde conoció a Peter. Obtuvo una licenciatura en Publicidad y Redacción trabajó como redactora. 
Se casó con Peter y tuvieron una hija, Rebecca, y un hijo, Paul, cuando se trasladaron a Gales. Regresaron a Shropshire, Inglaterra, donde tuvieron otro niño. 
Diana comenzó a escribir en 1970, pero publicó su primera novela en 1986. Continuó escribiendo hasta su fallecimiento el 3 de mayo de 2009 en Shropshire, Inglaterra.

### Novelas
- Song in a Strange Land (1986)
- Dark Charade (1987)
- Impulsive Attraction (1987)
- Painted Lady (1988)
- The Wild Side (1988)
- A Secure Marriage (1989)
- Betrayal of Love (1989)
- Passionate Awakening (1990)
- An Inconvenient Marriage (1990)
- The Devil His Due (1991)
- Games for Sophisticates (1991)
- A Honeyed Seduction (1992)
- Troubleshooter (1992)
- Savage Obsession (1992)
- Threat from the Past (1993)
- Legacy of Shame (1993)
- In Name Only (1994)
- Separate Rooms (1994)
- The Last Illusion (1994)
- Waiting Game (1994)
- Sweet Sinner (1995)
- Never a Bride (1995)
- Hostage of Passion (1995)
- A Guilty Affair (1996)
- Scandalous Bride (1997)
- Wedding Daze (1997)
- A Husband's Price (1998)
- The Faithful Wife (1998)
- The Bride Wore Scarlet (1998)
- Mistress for a Night (1999)
- Bought, One Husband (1999)
- The Christmas Child (2000)
- Claiming His Wife (2001)
- The Billionaire Affair (2001)
- The Italian's Bride (2001)
- The Italian's Trophy Mistress (2002)
- His Convenient Wife (2002)
- The Spaniard's Woman (2003)
- A Spanish Vengeance (2003)
- A Spanish Marriage (2004)
- The Italian's Marriage Demand (2005)
- The Italian Millionaire's Virgin Wife (2005)
- The Italian's Price (2006)
- The Kouvaris Marriage (2006)
- The Mediterranean Billionaire's Secret Baby (2007)
- Kyriakis's Innocent Mistress (2010)

### Serie Multi-autor Nanny Wanted
- The Millionaire's Baby (1998)

### Serie Multi-autor Expecting!
- Unexpected Baby (1999)

### Antología en colaboración
- Solution, Marriage: Secure Marriage And Promise to Repay (1996) (con Amanda Browning)
- Husbands and Wives (2000) (con Miranda Lee y Michelle Reid)
- Marriages by Arrangement (2000) (with Anne Weale y Cathy Williams)
- Christmas Secrets (2002) (con Carole Mortimer y Catherine Spencer)
- Maybe Baby! (2002) (con Lucy Gordon y Susan Napier)
- Marriage at His Convenience (2003) (con Susan Fox y Miranda Lee)
- The Italian's Pleasure (2006) (con Sara Craven y Carol Marinelli)
- Escape to Italian Idylls (2006) (con Sara Wood)
- Christmas, Kids and Kisses (2006) (con Renee Roszel y Kate Walker)
- His Convenient Woman (2007) (con Barbara McMahon y Cathy Williams)